# Mara Provincial Park (British Columbia)
Der Mara Provincial Park ist ein Provincial Park im zentralen Süden, dem Central Interior, der kanadischen Provinz British Columbia. 

## Anlage
Der Park liegt am südöstlichen Ende des Mara Lake, etwa 13 Kilometer südlich von Sicamous im Regional District of North Okanagan. Während der Park nach Westen bis in den See reicht, wird er nach Osten durch den Highway 97A begrenzt.

## Geschichte
Der Park wurde am 6. Mai 1958 als einer der Provincial Parks in British Columbia gegründet. Im Laufe der Zeit wurden dabei sowohl seine Größe wie auch sein Schutzstatus geändert. Heute hat er eine Größe von 13 ha.
Wie jedoch bei fast allen Provinzparks in British Columbia gilt auch für diesen, dass die Gegend, lange bevor sie von europäischen Einwanderern besiedelt oder sie Teil eines Parks wurde, Siedlungs- und/oder Jagd-/Fischereigebiet verschiedener Stämme der First Nations, hier hauptsächlich der Okanagan, war. Im Park kann der Rest eines Grubenhauses, eines sogenannten „Kekuli“, besichtigt werden, das allerdings nur von regionaler Bedeutung ist.

## Flora und Fauna
Mit dem Biogeoclimatic Ecological Classification (BEC) Zoning System wird das Ökosystem von British Columbia in verschiedene biogeoklimatische Zonen eingeteilt. Biogeoklimatische Zonen zeichnen sich durch ein grundsätzlich identisches oder sehr ähnliches Klima sowie gleiche oder sehr ähnliche biologische und geologische Voraussetzungen aus. Daraus resultiert in den jeweiligen Zonen dann grundsätzlich auch ein sehr ähnlicher Bestand an Pflanzen und Tieren. Innerhalb dieser Systematik kann der Park jedoch keiner Zone zugeordnet werden.
An der Mündung zweier Bäche befinden sich Laichstellen von Fischen. 

## Aktivitäten
Der Mara  Park ist ein Park, der über keine ausgeprägte touristische Infrastruktur verfügt, sondern nur über einen Strand mit Picknickbereich sowie eine Bootsrampe. Die Bootsrampe bietet den einzigen größeren öffentlichen Zugang zum Mara Lake mit der Möglichkeit, Boote zu Wasser zu lassen. Die Hauptaktivität im Park ist das Schwimmen, Picknicken und Bootfahren.
Der Park ist zur Tagesnutzung in der Regel von Anfang Mai bis Ende September des Jahres geöffnet. Das Tor ist in der Nebensaison offen arretiert.

## Galerie

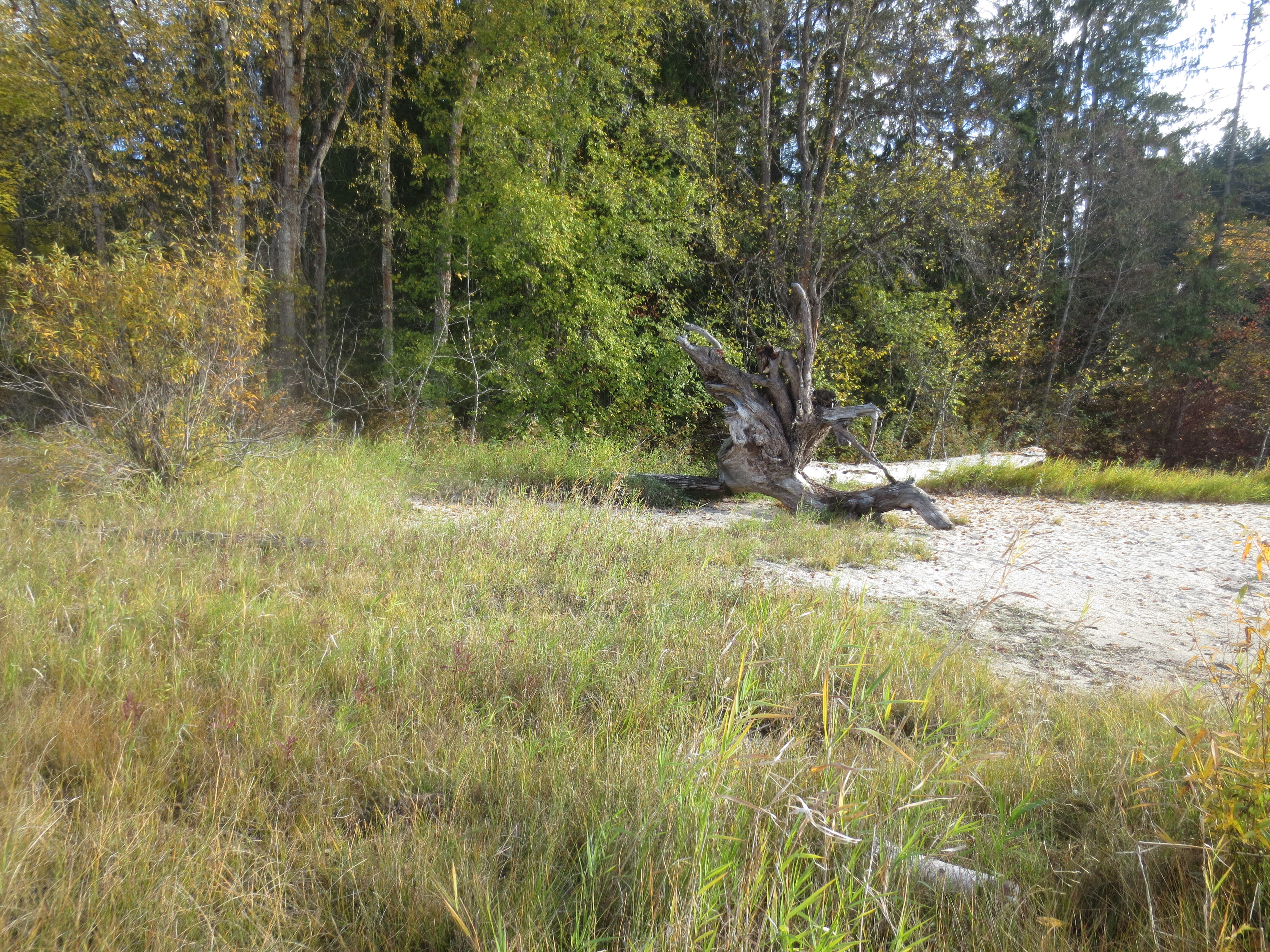
Herbst im Mara Provincial Park mit Blick über den See und Rufen fliegender Gänse aus dem Off
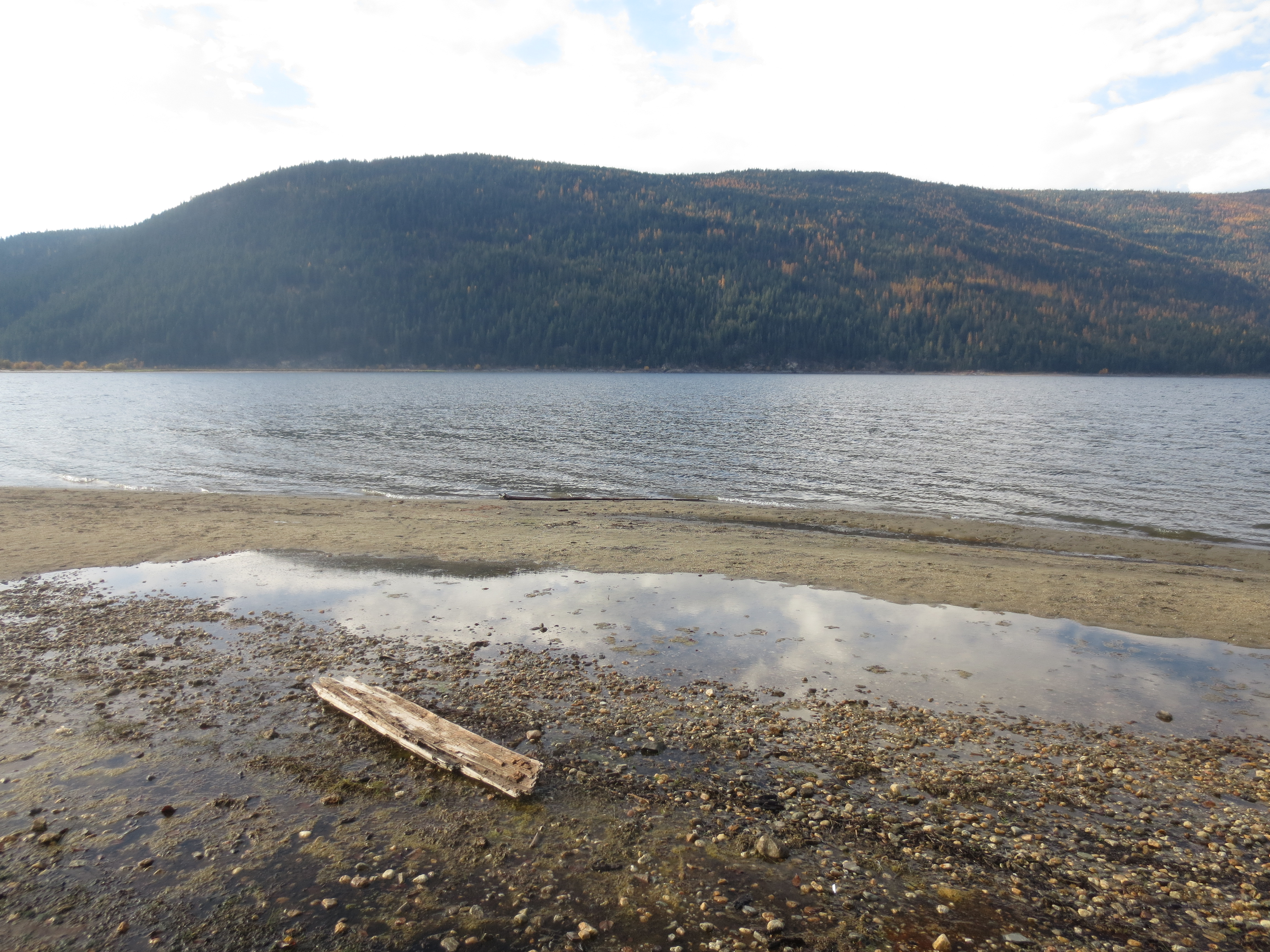
Strand im Mara Provincial Park im Herbst
- Der Mara Lake vom Strand des Mara Provincial Park aus